# NGC 4573
NGC 4573 је спирална галаксија у сазвежђу Кентаур која се налази на NGC листи објеката дубоког неба.
Деклинација објекта је - 43° 37' 17" а ректасцензија 12h 37m 43,7s. Привидна величина (магнитуда) објекта NGC 4573 износи 12,8 а фотографска магнитуда 13,7. NGC 4573 је још познат и под ознакама ESO 268-26, MCG -7-26-14, FAIR 455, AM 1235-432, DCL 84, PGC 42167.